# Ingegerd Ekberg
Ingegerd Ekberg, född Svensson 15 mars 1930 i Sofia församling i Jönköping, död där 27 februari 2020, var en svensk lärare och moderat politiker. Ekberg var kommunalråd och kommunstyrelsens ordförande i Tranås kommun mellan 1979 och 1994. Hon var både Tranås kommuns och Jönköpings läns första kvinnliga kommunalråd.

## Biografi
Ingegerd Svensson var dotter till Frans Gunnar (1902–1987) och Lilly Ingeborg Svensson (1901–1992). Vid 17 års ålder antogs hon till folkskollärarseminariet i Jönköping. 21 år gammal var hon färdig folkskollärare. 1953 gifte hon sig med lantmästaren Karl-Erik Ekberg (1925–2014). De bosatte sig först vid ett säteri i Åkerbo landskommun, och därefter en gård i Tranås kommun där de drev jordbruk samtidigt som Ingegerd Ekberg undervisade vid skolan i Törnevalla socken och därefter i Adelöv. Under tiden i Åkerbo inledde både hon och maken ett engagemang i Moderata ungdomsförbundet.
Ingegerd Ekbergs engagemang intensifierades efter flytten till Tranås kommun. 1976 blev hon bland annat en av Sveriges första kvinnliga ordföranden i en teknisk nämnd, kommunstyrelsens gatudelegation. Efter följande val fick hon en plats i kommunstyrelsens arbetsutskott, och efter det moderata framgångsvalet 1979 blev hon dess ordförande och därmed kommunalråd. 1977 blev hon ordförande i länets kvinnoförbund, och 1981 valdes hon in i Moderatkvinnornas förbundsstyrelse, där hon först kom att bli andra och därpå första vice ordförande.
Ingegerd Ekberg är begravd på Dunkehalla kyrkogård i Jönköping.